# リチャード・アビー
リチャード・アビー（Richard Abbey、1841年 ‐ 1913年11月18日）は、明治時代にお雇い外国人として来日したイギリスの電信技師である。姓はアベイとも表記される。

## 経歴・人物
1875年（明治8年）に日本政府によりウィリアム・ベンジャミン・メーソンと共に来日した。工部省電信寮の電信取扱方を務め、1895年（明治20年）に退職するまで、電信局、鉱山局に雇い継がれながら横浜 - 神戸間の電信装置（1880年（明治13年）に開設）の設計責任者となり、日本における電信事業の創始に携わった。
退職後は帰国せずに横浜で自営業を営んだ。1913年（大正2年）死去し、横浜外国人墓地に葬られた。